# В'юн Галина Іванівна
Галина Іванівна Гришко, у шлюбі В'юн (25 жовтня 1912, Дубно — 28 грудня 1972, Чикаго) — українська письменниця, громадсько-культурна діячка, авторка мемуарів.

## Біографія
Народилася 25 жовтня 1912 р. у місті Дубно на Волині в родині офіцера царської армії. Навчалася в педтехнікумі, була відрахована як дочка петлюрівського офіцера. Проте заочно здобула педагогічну освіту. Перед Другою світовою війною жила в Харкові, потім у Полтаві, працювала бухгалтеркою. Під час окупації стала однією з організаторів, згодом головою Українського Червоного Хреста Полтавщини.
Виїхала до Львова (1943), потім до Німеччини, згодом до США (1949). У 1945—1949 рр. працювала в Мюнхені для Українського Червоного Хреста. В еміграції продовжувала працювати в громадських організаціях. У США очолювала ДОБРУС, збирала кошти на видання «Білої книги про чорні діла Кремля» англ. мовою, брала участь у церковному житті. Спільно з Степаном Дубовиком передала меру Чикаго інформаційну довідку про Голодомор та репресії в СРСР.
Організувала в Чикаго 77-й відділ Союзу українок ім. Алли Горської.
Померла 28 грудня 1972 р. у м. Чикаго (США).

## Творчий доробок
Авторка книги «Під знаком Червоного Хреста в Полтаві (1941—1942): Спогад-звіт для історії» (Детройт, 1973).